# Godsdienstgeschiedenis
Godsdienstgeschiedenis is een tak van de godsdienstwetenschappen waarin de bestudering van religie vanuit een historisch perspectief wordt bedreven.